# Langer Samstag (Film)
Langer Samstag ist eine deutsche Filmkomödie aus dem Jahr 1992 und wurde von Hanns Christian Müller für Olga-Film, München und das ZDF gedreht. Der Film wurde am 29. Oktober 1992 erstmals im Kino gezeigt.

## Handlung
Susi Herzog (Gisela Schneeberger) ist Pächterin einer Tankstelle mit Kiosk auf dem Gelände eines Einkaufszentrums. Mitten in der Hektik eines Langen Samstags, dem 23. Dezember, erhält sie unerwartet die Kündigung des Pachtvertrages. Ständig telefonisch von ihrer Mutter verfolgt, die sich in ihre verpfuschte Ehe einmischt, verärgert über ihr unmotiviertes Personal und die nervige Kundschaft, reagiert die hyperaktive Susi spontan und läuft direkt ins Kaufhaus gegenüber, um sich dort beim Geschäftsführer zu beschweren. Um in sein Büro zu gelangen, muss sie jedoch zunächst durch das Kaufhaus laufen. Dabei läuft ihr der grellblonde Punk Anton (Campino), der einen Feueralarm auslöst und einen Walkman stiehlt, über den Weg, der ihr gegen die „Kapitalistenschweine“ zur Hilfe eilt und sie dazu anstiftet, ihre Personalakte im Vorstandsbüro zu entwenden. In diesem Zusammenhang bietet ihr Anton an, für 100 Mark ihren Chef zu verprügeln. Was folgt, ist eine mit Klamauk und Slapstick angereicherte Satire mit diversen Verwechslungen, in der Susi und Anton zufällig einen von der Kaufhausleitung Horst Schmude (Dieter Pfaff) und seiner Geliebten Iris Meier (Antje Späth) inszenierten Raubüberfall aufdecken.
Es führt zu einer nächtlichen Verfolgungsjagd durch das Kaufhaus, in das einige Personen, zum Teil unfreiwillig, eingeschlossen wurden. Schließlich geht jedoch alles gut aus, und der Film endet mit einer romantischen Szene im Kiosk.

## Filmmusik
Die Musik für den Soundtrack stammt ebenfalls aus der Feder Hanns Christian Müllers. Dazu gehört der knapp dreiminütige Titel Maßanzug von den Toten Hosen, der erstmals 2007 in der Neuauflage des Albums Auf dem Kreuzzug ins Glück veröffentlicht wurde.

## Hintergrund
Die Statistenrollen der Polizisten übernahmen die Mitglieder der Bands Die Toten Hosen und Biermösl Blosn.

## Kritik
Langer Samstag wurde häufig mit den früheren satirischen Werken Müllers verglichen, wie Kehraus und Man spricht deutsh die in Zusammenarbeit mit dem Kabarettisten Gerhard Polt entstanden waren. Die Zeitschrift Cinema schreibt von „respektlosen Charakteren, frischen Dialogen und großartigen Schauspielern“. Müller hätte es in Langer Samstag geschafft „seine satirischen Beobachtungen des deutschen Kleinbürgers in eine spritzige Kinogeschichte zu fassen“.
Andere Kritiker waren der Meinung, dass Langer Samstag an den bissigen, bitterbösen, schwarzen Humor der früheren Werke Müllers nicht anknüpfe. Zu konstruiert und „zu verkrampft“ sei diese Komödie, „die Witze zu oberflächlich und die Gags zu geballt und abgedroschen“.
Zudem wurde die Leistung des Amateurdarstellers Campino bemängelt. Er wirke „wie ein Fremdkörper, der jede komische Szene durch sein schauspielerisches Untalent und eine Unzahl abgedroschener Sprüche, die ihm in den Mund gelegt wurden, in Grund und Boden klamaukt und ihnen dadurch jegliches humorvolle Potential“ entziehe. Es sei jedoch „ein Glück, daß die anderen Nebendarsteller gewohnt sicher agieren, allen voran Ottfried Fischer als dickleibig-devoter Tankwart-Trottel, Dieter Pfaff als schmieriger Poldi-Geschäftsführer-Fettsack, Hans Brenner als obrigkeitstreuer Debil-Pförtner und die wunderbare Elisabeth Welz als rührend naive Altenpflegerin Rotraut.“ Sie würden letztendlich dafür sorgen, dass aus dem Film doch noch ein „überwiegend kurzweiliges Gag-Potpourri“ würde.